# Тім Тріґейро
Тім Тріґейро (англ. Tim Trigueiro; нар. 16 січня 1967) — колишній американський тенісист.
Найвищу одиночну позицію світового рейтингу — 364 місце досяг 19 листопада 1990, парну — 288 місце — 19 серпня 1991 року.

## Юніорські фінали турнірів Великого шолома

### Одиночний розряд: 1 (1 перемога)
| Результат | Рік  | Турнір                           | Покриття | Суперник   | Рахунок  |
| --------- | ---- | -------------------------------- | -------- | ---------- | -------- |
| Перемога  | 1988 | Відкритий чемпіонат США з тенісу | Тверде   | Джей Блейк | 6–2, 6–3 |